# Novello
Novello (piemontesisch Novèj oder Novel) ist eine Gemeinde in der italienischen Provinz Cuneo (CN), Region Piemont. 

## Lage und Einwohner
Novello liegt rund 50 km nordöstlich von der Provinzhauptstadt Cuneo entfernt, in der Bassa Langa. Das Gemeindegebiet umfasst eine Fläche von 11 km² und hat 942 Einwohner (Stand 31. Dezember 2023). Zur Gemeinde zählen auch die Weiler Bergera, Moriglione und Panerole. 
Die Nachbargemeinden sind Barolo, Lequio Tanaro, Monchiero, Monforte d’Alba und Narzole.

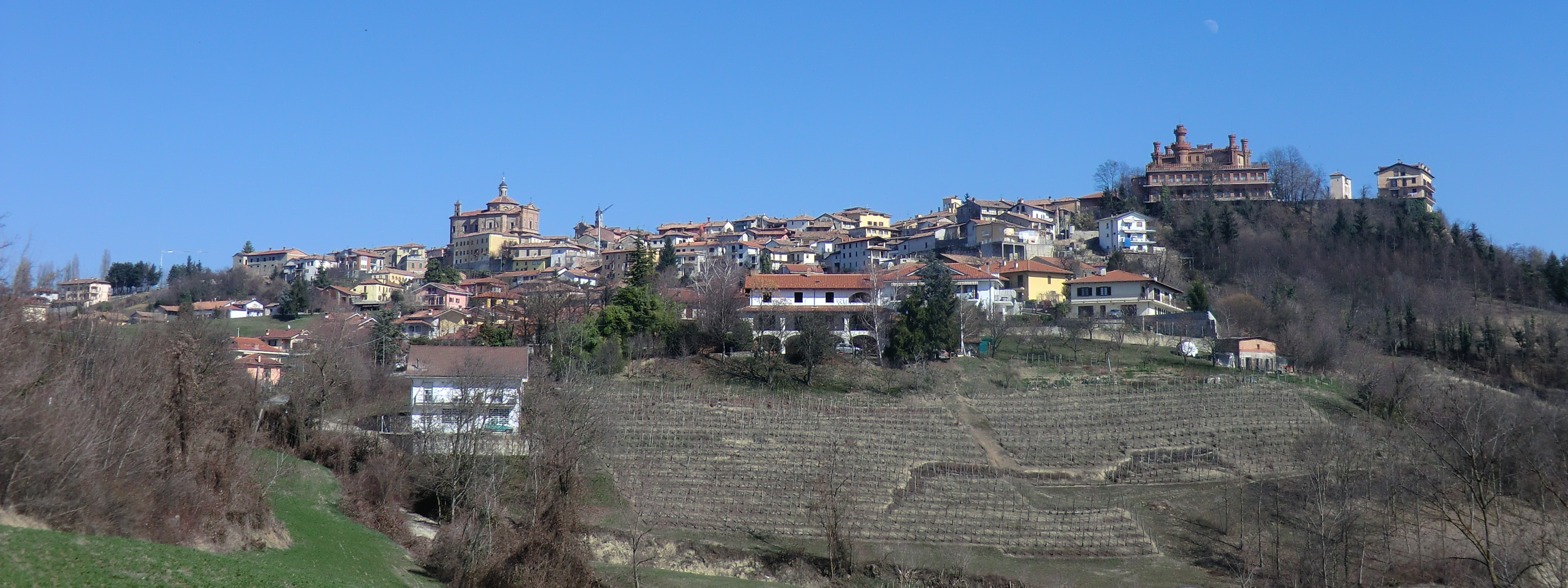
Panorama von Novello

## Geschichte

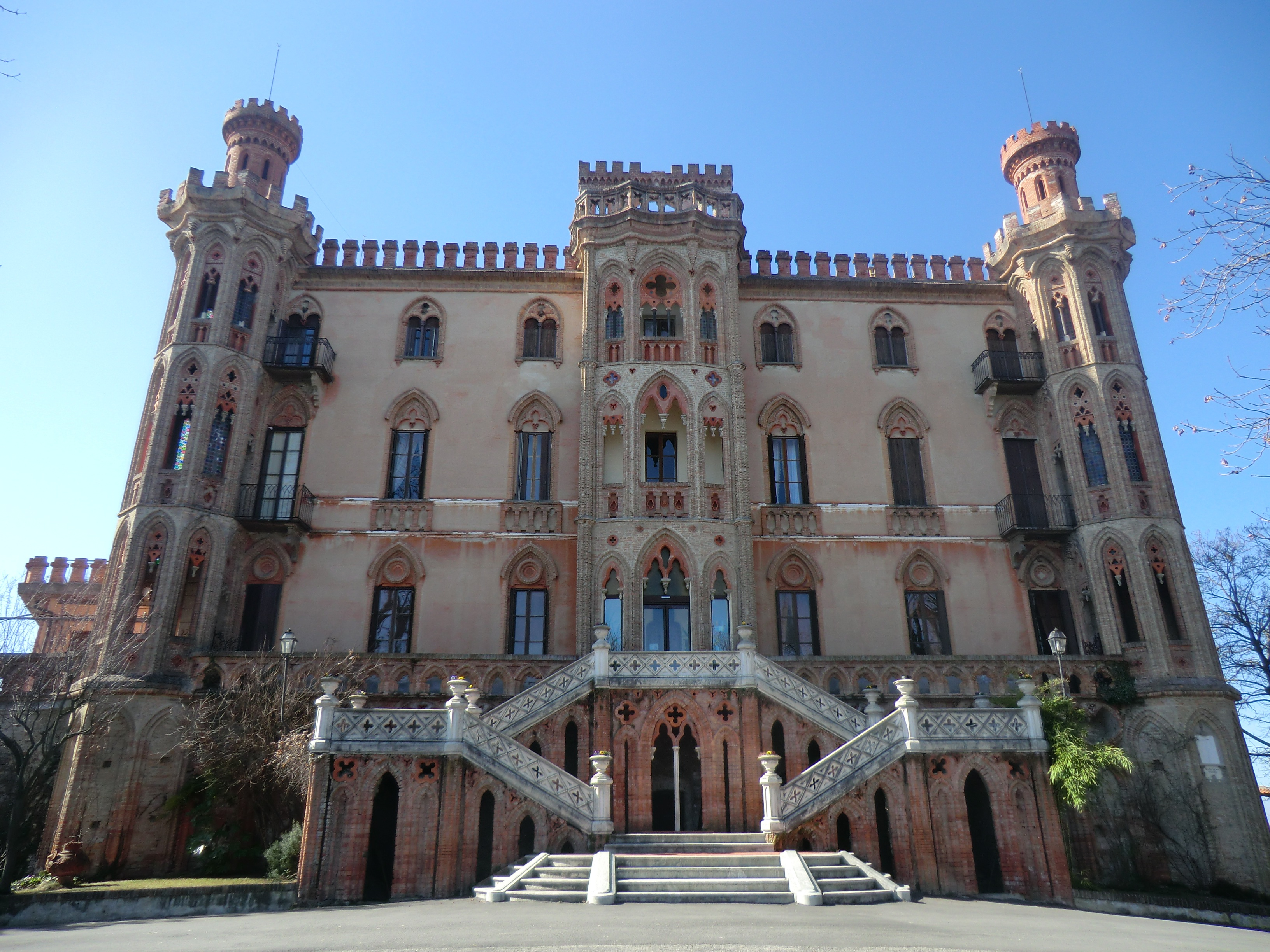
Das Schloss von Novello

Die mittelalterlichen Zeugnisse, die sich auf den Ortsnamen beziehen, schlagen „Novellus“ aus dem Jahr 1171 vor, aus „novel“, einem Adjektiv, dann einem Substantiv, interpretiert als „vor Kurzem zur Bewirtschaftung reduziertes Land“, parallel zum klassischen NOVALIS. Der Ursprung des Dorfes, das sicherlich bereits im 1. Jahrhundert n. Chr. existierte, wie eine auf der Festung gefundene Gedenktafel bezeugt, ist mit Alba Pompeia verbunden, da die Patrizier dieser Stadt, angezogen von der Landschaft und dem besonderen Klima, sich dafür entschieden Urlaub in den Sommermonaten auf diesem Hügel. 
Die ersten Bewohner waren die ligurischen Statielli. Nach der Unterwerfung unter Rom und den Barbareneinfällen war es vom Bischof von Alba abhängig, erlitt die Invasionen der Ungarn und gelangte um 1100 in den Besitz der Markgrafen von Carretto und Gegenstand erbitterter Auseinandersetzungen zwischen dieser Familie und den Gemeinden von Alba und Asti. Im Mittelalter gehörte es den Herren von Monforte und im 13. Jahrhundert wurde es aufgeteilt und zwischen Alba, Monferrato und Saluzzo aufgeteilt. Von 1400 bis 1600 war es mehrmals von spanischen Soldaten besetzt, die an den Erbfolgekriegen in Italien beteiligt waren, bis es von Österreich mit der Burg und den annektierten Ländereien an Herzog Vittorio Amedeo von Savoyen verkauft wurde. 
Ende des 18. Jahrhunderts besetzten Napoleons Truppen diese Gebiete und um Alba zu erreichen, bestieg eine französische Kolonne den Hügel. Nachdem es in den Besitz der Familie Doria aus Finale gelangt war, wurde es 1659 von den Spaniern besetzt, die es 1726 an die Savoyer abtreten mussten. Zu den Zeugnissen der Vergangenheit gehören der Turm mittelalterlichen Ursprungs und das heutige Schloss, in dem sich eindrucksvolle Räume befinden. Die Pfarrkirche San Michele Arcangelo im Barockstil mit einem wertvollen Freskenzyklus und die Kirche der Bruderschaft San Giovanni sind weitere bemerkenswerte Bauten. Die Apsis der Kapelle San Rocco mit Fresken aus dem 15. Jahrhundert ist ebenfalls sehenswert, sowie die entweihte und zerfallende Kirche der Madonna del Podio, einer alten Benediktinerabtei.

## Kulinarische Spezialitäten
In Novello werden Reben für den Dolcetto d’Alba, einen Rotwein mit DOC Status angebaut. Die Beeren der Rebsorten Spätburgunder und/oder Chardonnay dürfen zum Schaumwein Alta Langa verarbeitet werden. Eine Besonderheit ist die autochthone Rebsorte Nascetta, die in Novello auf 15 ha angebaut und anders als andernorts in der Langhe nicht als Cuvée, sondern als reinsortigen Nascetta di Novello verarbeitet wird.